# Детство хозяина
Детство Хозяина (фр. L'Enfance d'un chef) — это рассказ Жан-Поля Сартра объёмом чуть более ста страниц. Опубликован в 1939 году вместе с четырьмя другими рассказами в сборнике «Стена» (фр. Le Mur).

## Общая характеристика
Повествование рассказа следует в третьем лице. Реципиент погружается в домашнюю обстановку семьи Флерье. Отец Люсьена руководит местным заводом, а мать устраивает приемы. События представляют историю Люсьена интроспективно, заставляя нас следить за извращениями его мысли, его восприятия и его наблюдений через его опыт. Сартр открывает для читателя поток мыслей маленького мальчика, что на протяжении рассказа помогает находить определённые отклики событий его детства. Они представлены несколько импрессионистически, в хронологическом порядке, но без точных временных ссылок, с обычно короткими и длинными фактическими предложениями, а иногда и гетерогенными параграфами без глав или любого другого подразделения. В юношестве, герой попытается познать себя через интерес к психоанализу и другими моделями, предложенными его немногими сподвижниками, однако Люсьен всегда чувствует себя чуждо.

## Идея самоубийства
В рассказе Сартр формирует иной взгляд на причины желания самоубийства, нежели в более раннем произведении «Тошнота». Поскольку с раннего детства у Люсьена сформирована любовь к самому себе, подпитываемая иными людьми и их замечаниями о его красоте, он мыслит самоубийство более как романтический акт. «Нужно бы убивать себя в двадцать лет» , теперь Люсьен часто смотрелся в зеркало и постепенно научился любоваться своей угловатой молодой грацией. „Я Рембо“ , — думал он по вечерам, снимая одежду мягкими движениями, и начинал верить, что у него будет короткая и трагическая жизнь слишком красивого цветка.»

## Становление самосознания
В течение всего рассказа Люсьен стремится к пониманию собственного «Я», однако, каждый раз оказывается чуждым сделанному ранее выбору.  Это осознание приходит к нему лишь тогда, когда Люсьен смог посмотреть на себя глазами других людей, приходя к выводу, что:
«Наипервейшее правило, – думал Люсьен, – не пытаться заглянуть в себя; нет более опасной ошибки». Настоящего Люсьена – теперь он знал это – следовало искать в глазах других, в робкой покорности Пьеретты и Гигара, в полном надежды ожидании всех тех, кто рос и созревал для него, этих юных подмастерьев, его будущих рабочих, ферольцев больших и малых, мэром которых он должен был когда-то стать.
А потом вдруг он забыл и «Ля Сурс», и этих метеков, и он увидел спину, широкую и мускулистую, которая удалялась от него, исполненная уверенной силы, неумолимо погружаясь в туман. Тут же стоял Гигар, бледный, он провожал глазами эту спину, он говорил невидимой Пьеретте: «Да, но это же недоразумение!..» Почти невыносимая радость охватила Люсьена: эта могучая и одинокая спина была его спиной! И это произошло вчера! В течение одного мгновения ценой невероятного усилия ему удалось стать Гигаром, он видел свою собственную спину глазами Гигара, перед самим собой он испытывал унижение за Гигара и пережил приятное чувство испуга.
Люсьен приходит к мысли о том, что он «имеет право». Герой принимает свой жизненный путь, свои семейные ценности (он охотно желает возглавить предприятие отца), он становится хозяином своей жизни. «Часы пробили полдень; Люсьен встал. Метаморфоза завершилась: в это кафе час назад вошел неуверенный изящный юноша, вышел же мужчина — повелитель французов». Таким образом, конец рассказа раскрывает смысл названия произведения.

## Влияние
Идеи произведения «Детство хозяина» отражены в кинофильме «Детство лидера» 2015 года, режиссёром которого выступил Брэди Корбет (известный по кинематографическим лентам Ларса Фон Триера и Михаеля Ханеке). Роли родителей исполнили Берини Бежо и Лиам Каннингем.